# Amorphophallus spectabilis
Amorphophallus spectabilis är en kallaväxtart som först beskrevs av Friedrich Anton Wilhelm Miquel, och fick sitt nu gällande namn av Adolf Engler. Amorphophallus spectabilis ingår i släktet Amorphophallus och familjen kallaväxter. Inga underarter finns listade.